# Dust in the Wind
"Dust in the Wind" é uma canção do grupo Kansas lançada no álbum Point of Know Return (1977). Ela tornou a banda sucesso incontestável; o álbum vendeu mais de quatro milhões de cópias nos Estados Unidos e acumulou milhões de vendas por todo o mundo.
A canção já foi regravada por Scorpions (Acoustica, 2001), Sarah Brightman, Lou Reed, Neil Diamond, entre outros grandes artistas de expressão.
No Brasil, a dupla sertaneja Chrystian & Ralf regravou a canção para a versão em português, intitulado como "Poeira no Vento" lançada no álbum Estação Paraíso em 1999. Em 2000, foi gravada uma versão com a banda de forró Calcinha Preta, no seu CD de volume 06 chamado "Sou seu Amor", onde a música se chamava "Louca por Ti". A música também foi regravada por Paula Fernandes em 2006, para o álbum homônimo e entrou na trilha sonora da novela Páginas da Vida. Também faz parte da trilha sonora da novela Andando nas Nuvens, e do Filme Premonição 5, nas primeiras cenas do filme.

## Desempenhos nas paradas
| País/Parada (1978)                            | Melhor posição |
| --------------------------------------------- | -------------- |
| Austrália (Kent Music Report)                 | 52             |
| Bélgica (VRT Top 30)                          | 29             |
| Canadá (RPM Top 100)                          | 3              |
| Canadá (RPM Adult Contemporary)               | 1              |
| Países Baixos (Singles Chart)                 | 19             |
| França (Singles Chart)                        | 22             |
| Nova Zelândia (Singles Chart)                 | 36             |
| Estados Unidos (Billboard Hot 100)            | 6              |
| Estados Unidos (Billboard Adult Contemporary) | 6              |
| Estados Unidos (Cashbox Top 100)              | 3              |

| País/Parada (1978)               | Posição fixada |
| -------------------------------- | -------------- |
| Canadiá (RPM Top Singles)        | 24             |
| Estados Unidos (Cashbox Top 100) | 37             |

| País           | Certificador | Certificação |
| -------------- | ------------ | ------------ |
| Canadá         | CRIA         | Ouro         |
| Estados Unidos | RIAA         | Ouro         |